# KelTec
Kel-Tec CNC Industries Inc、主にKelTecと（2021年まではKel-Tecとしてハイフンでつなげて）呼称されるアメリカ合衆国の銃器設計及び製造会社である。1991年にジョージ・ケルグレンによって設立され、フロリダ州のココアに本拠地を置く。設立後は1995年から半自動拳銃、次にライフルや散弾銃などの製造へ事業を拡大していった。Kel-tecは個人に所有された企業であり、ジョージ・ケルグレンはその所有者とチーフデザイナーを兼任している、また彼は、個人として初期のハスクヴァルナ、Swedish Interdynamics AB, Intratecやグランデルなどの企業の銃器のデザインを担当してきた。現在に至るまでにKel-tecは会社として半自動拳銃から半自動ライフルや散弾銃に及ぶ幅広い種類の銃器を設計、生産している。
KelTecは会社として革新的、ときには過激と言えるほど奇抜なデザインの銃器を販売することで業界内において評判であり（Kel-tec KSGやSUB-2000など）、同時に安価で信頼性が高く容易に隠し持つことができる銃器（KelTec P32など）でも有名である。

## 社史
ケルテックが製造した銃器には次のようなものがある： P11ピストル（9mm）、.32ACP（7.65mmブローニング）拳銃で、わずか6.6オンス（190g）の現在も生産されている最小・最軽量のポケッタブル拳銃の一つであるP32ピストル、.380ACP（9mmショート）拳銃のP3ATピストル（製造中止）、.40S&W弾使用拳銃のP-40（これも製造中止）、また、SUB-9と後に大人気となったKel-Tec SUB-2000は、どちらも簡単に折りたたんで収納できるセミオートマチック・カービン銃である。さらに、同社はSU-16シリーズとして知られる5.56×45mmライフル・シリーズを提供している。
2005年の11月にPLR-16 が発売された。PLR-16 は前述されたSU-16小銃の基本デザインを踏襲した長距離射撃用ピストルである。
2010年に、軽量でフルサイズ、そして22口径マグナム弾30発を装填可能な半自動拳銃PMR30を発表した。2016年にはPMR30と同じ基礎設計をもつカービンタイプのCMR30 を発表した。
また、2016年にはKel-Tec KSGを発表し、14発の12ゲージ散弾を装填可能な、最も装弾数が多い量産された散弾銃として銃器設計の歴史を永久に変えた。

### "極めて効率的なライフル"
2007年のフロリダ州オーランドにて開かれたショットショウで、Kel-tecはRFB（Rifle:ライフル, Forward-ejection:前方排莢式, Bull-pup:ブルパップ、の頭文字をとった）と呼称される一連の’’極めて効率的なライフル’’を発表した。RFBはガス圧作動式ティルトボルトで作動、7.62×51NATO弾を使用し、メートル法仕様のFALの弾倉を使用する。
一連のRFB’’ファミリー’’はバレルの長さが異なる3つのライフルによって構成されており、バレルの上部に設置されたチューブから使用済み薬莢を排出する特許取得された前方排莢式を採用している。この排莢方式はブルパップライフルの持つ大きな問題点の一つである左利き射手による使用に適さない、というものを解決した。
このライフルの米国における全国配送は2009年の2月を予定していたが、2013年に公式に販売が開始された。
さらなるブルパップの発展方式としてRDB（Rifle Downward-ejecting Bullpup:下部排莢式ブルパップ小銃）が2015年に発表された。

## 画像

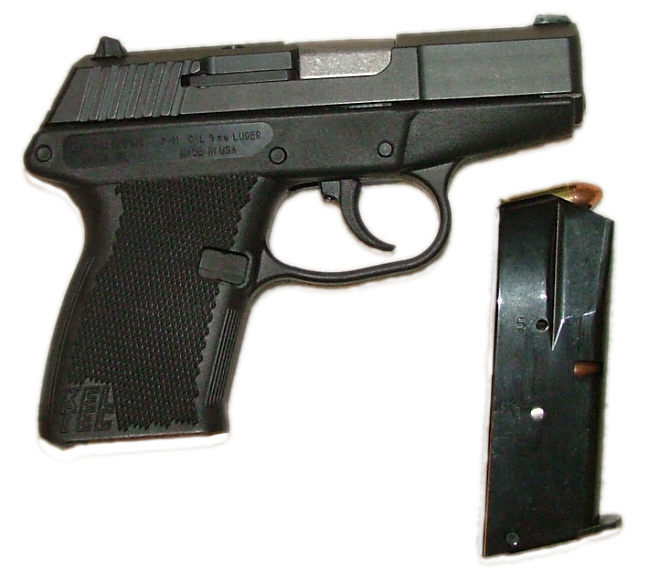
P11 9ミリ仕様と装填済み弾倉
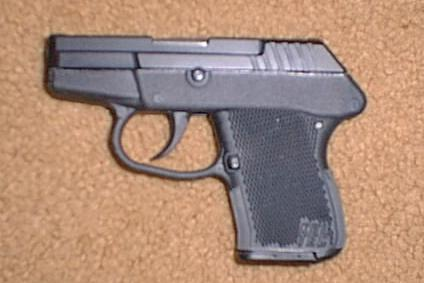
P32 .32 ACP弾仕様
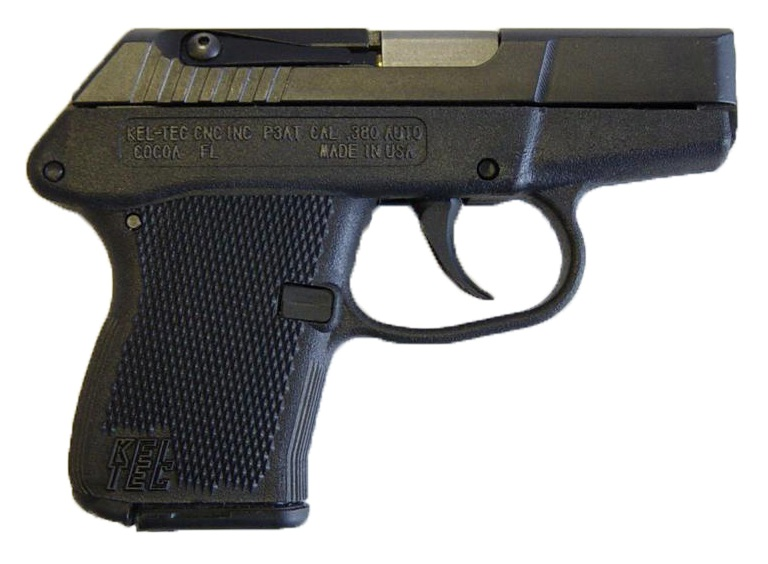
P3AT .380 ACP弾仕様
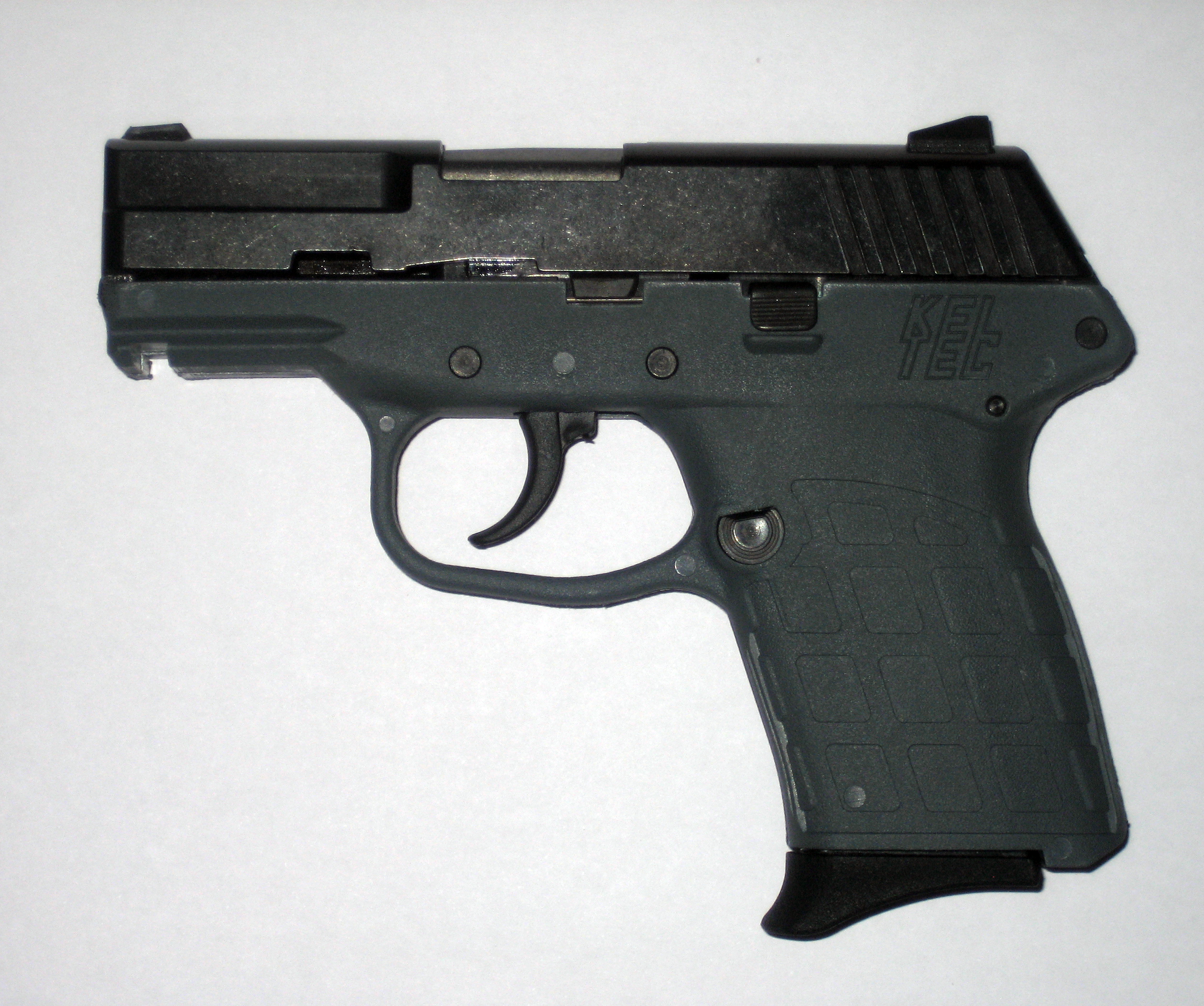
PF9 9mm弾仕様とブルーイングフィニッシュスライドとグレーグリップ
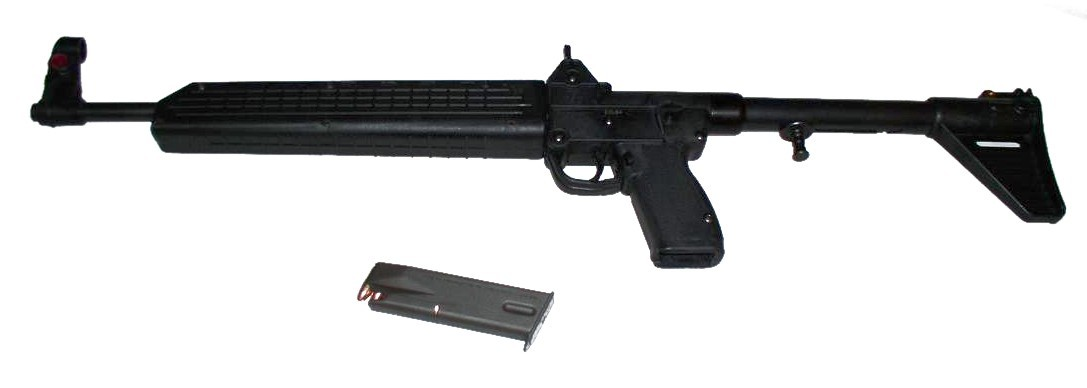
SUB-2000 9 mm弾仕様とベレッタ製マガジン
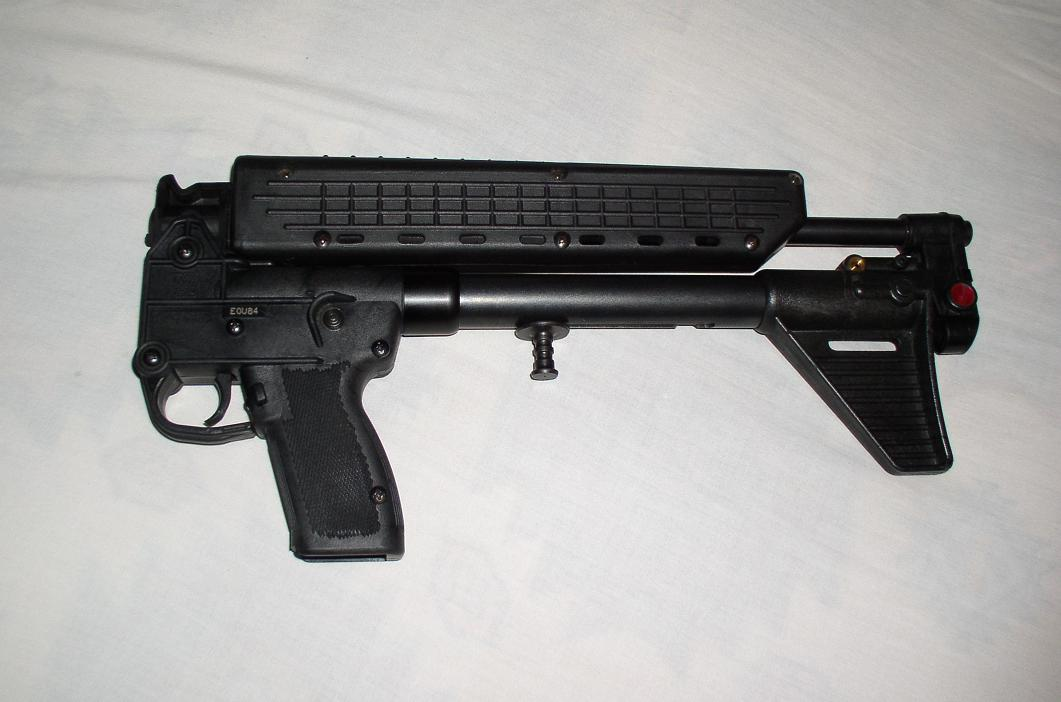
SUB-2000 9 mm弾仕様、折りたたみ時
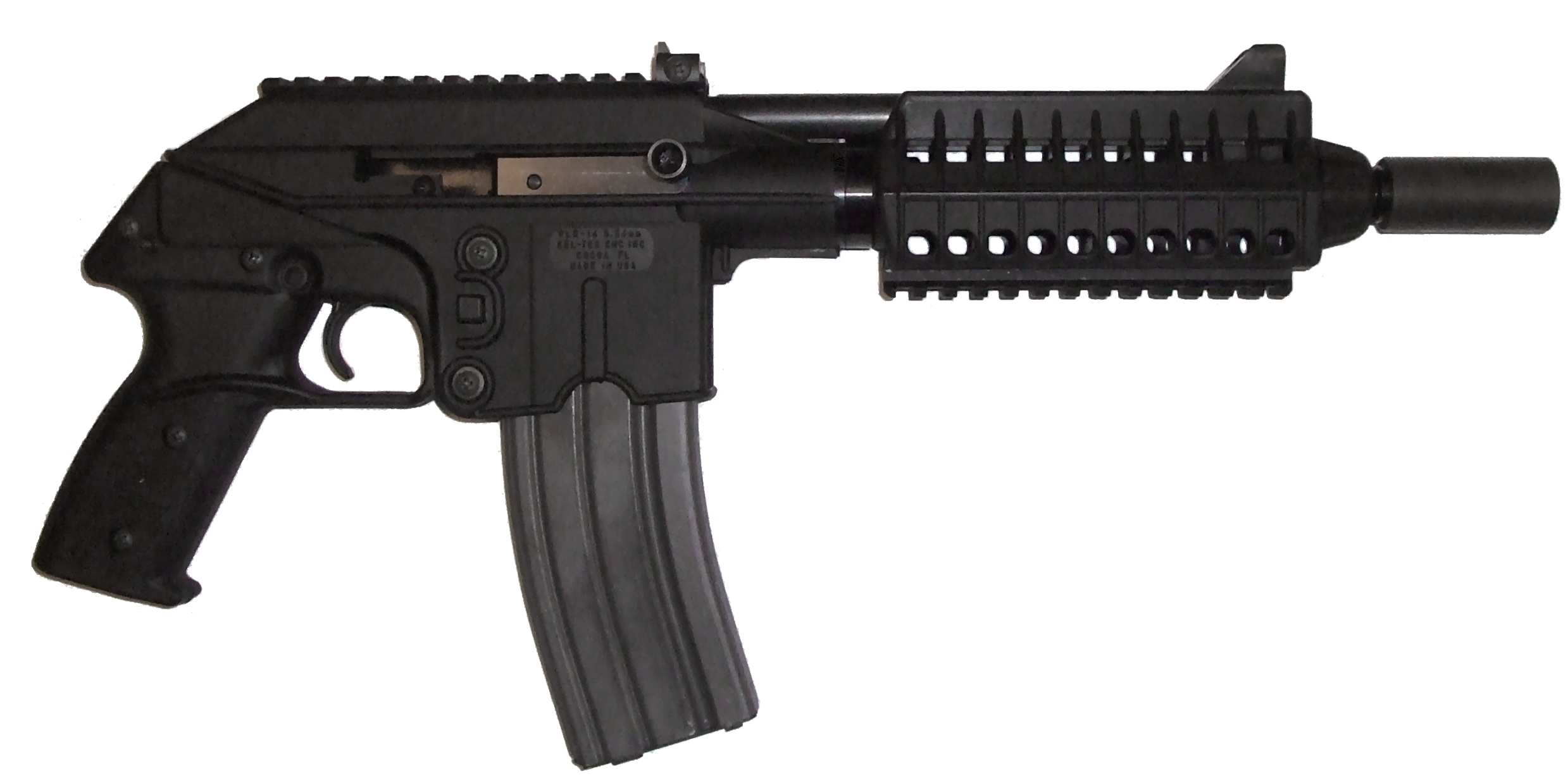
PLR-16 5.56×45mm with compact forend and Levang linear recoil compensator
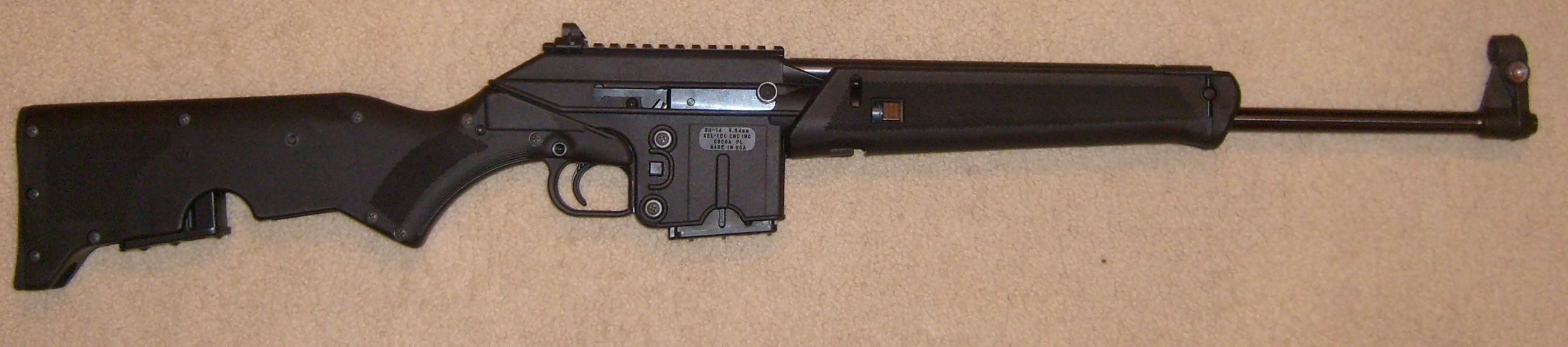
SU-16A 5.56×45mm弾仕様
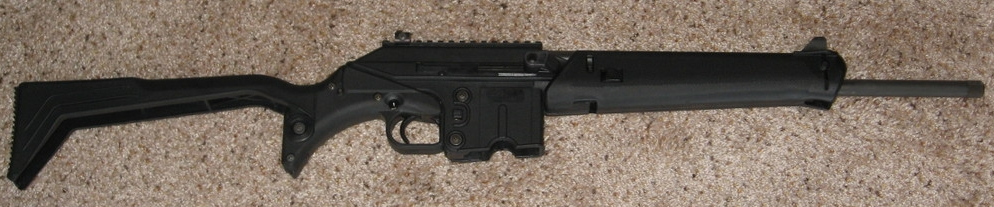
SU-16C 5.56×45mm, 弾仕様、ストック展開時
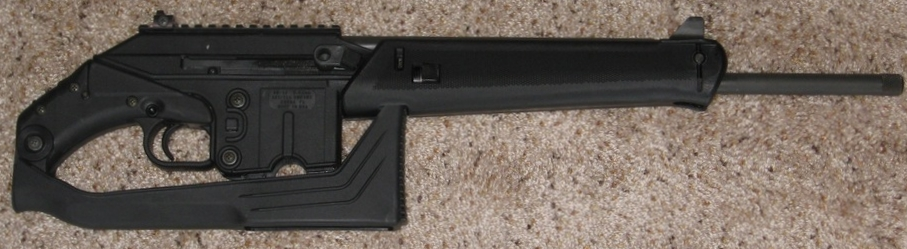
SU-16C 5.56×45mm, 弾仕様、ストック折りたたみ時
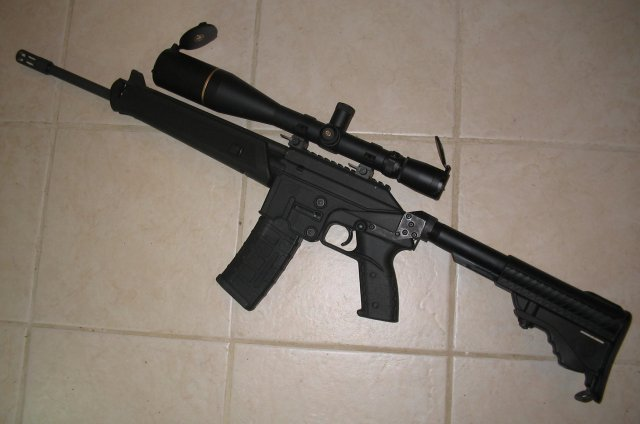
SU-16C 5.56×45mm弾仕様、サードパーティ製の
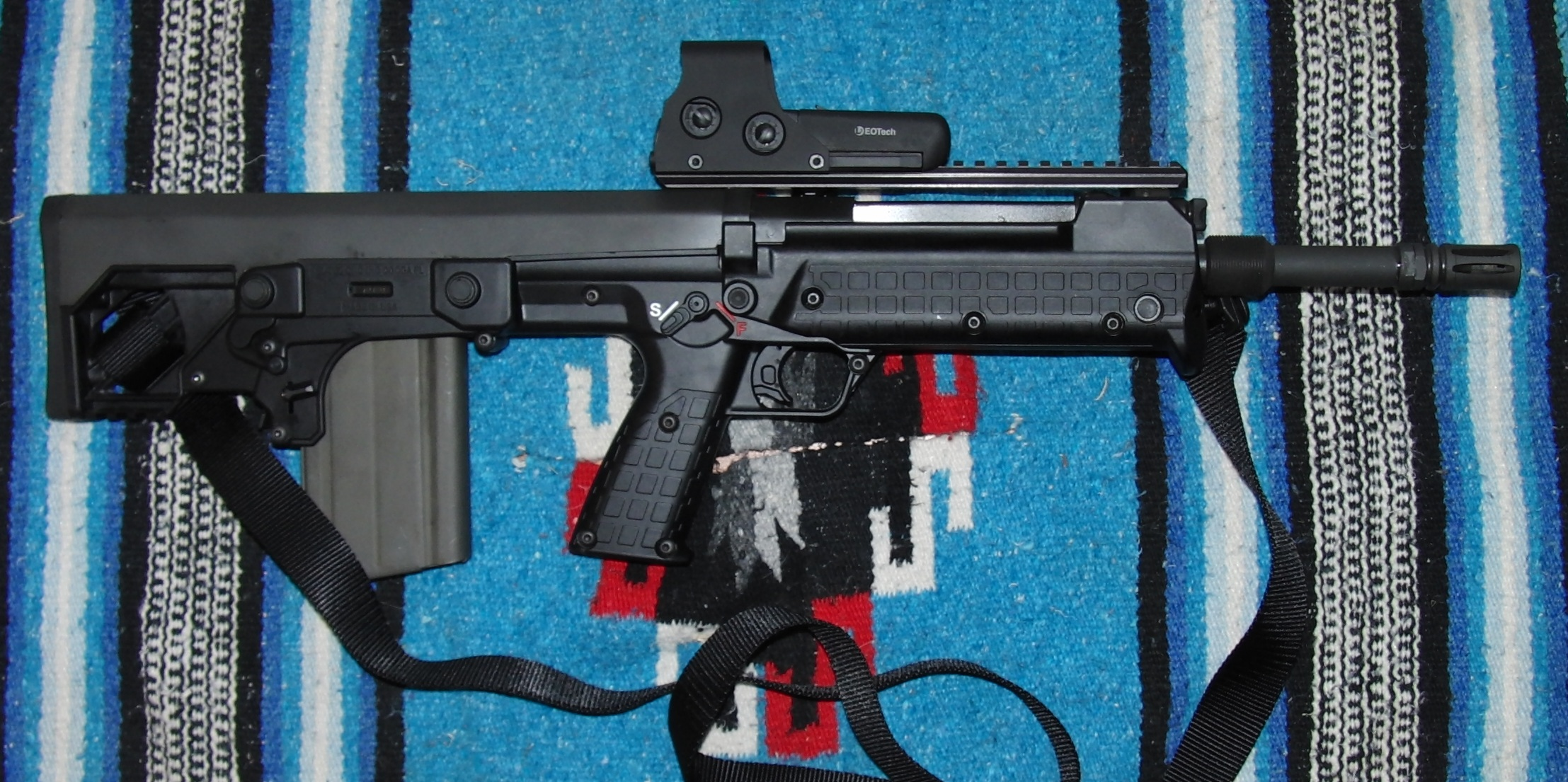
RFB 7.62×51mm, with holographic weapon sight and sling
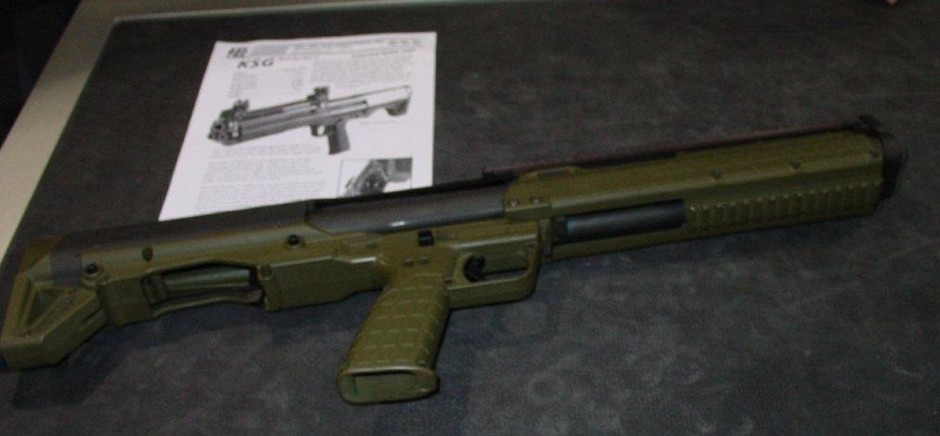
KSG 12 Gauge